# Anton August Heinrich Lichtenstein
Anton August Heinrich Lichtenstein (ur. 25 sierpnia 1753 w Helmstedt, zm. 17 lutego 1816 w Helmstedt) – niemiecki zoolog. Ojciec Martina Heinricha Carla Lichtensteina.
Lichtenstein był doktorem teologii i filozofii. Był także profesorem języków orientalnych, od 1782 do 1796 pomocnikiem, a od 1796 do 1798 dyrektorem w bibliotece publicznej w Hamburgu. W 1798 został mianowany profesorem Uniwersytetu w Helmstedt.
Lichtenstein był autorem Catalogus Rerum Naturalium Rarissimarum (1793) i Catalogus Musei zoologici ditissimi Hamburgi (1796). Przyczynił się także do napisania Natursystem der ungeflügelten Insekten (1797) przez Johanna Friedricha Wilhelma Herbsta.